# موزه سنگ و گوهر جهان‌بین
موزه سنگ و گوهر جهان‌بین در سال ۱۳۹۰ توسط علی غفاری، مجموعه دار و هنرمند تراش سنگ های قیمتی در شهر اراک تأسیس شده‌است.
علی غفاری برنده نشان اصالت جهانی از سوی سازمان جهانی یونسکو و دارنده نشان بین المللی شورای جهانی صنایع دستی بوده و برنده 4 نشان ملی مرغوبیت در تولید آثار هنری می باشد. 
این مجموعه حاصل بیش از 20 سال تلاش مستمر در زمینه تحقیق و گردآوری نمونه های مرغوب از کانی های ایران و جهان می باشد و فرصتی برای علاقه مندان و محققان این رشته فراهم آورده تا مجموعه وسیعی از کانی ها و گوهرسنگ ها را به همراه آثار تراش خورده از آن ها، از نزدیک مشاهده نمایند. 
این موزه علاوه بر سالن نمایش کانی‌ها، سنگ‌ها و گوهرهای تراش‌خورده، مجهز به آزمایشگاه تخصصی کانی‌شناسی و گوهرشناسی و کارگاه تراش سنگ‌های قیمتی و نیمه‌قیمتی است.
آموزشگاه موزه جهان بین در طی سال های فعالیت خود، فرصت هایی را جهت آموزش علاقه مندان به هنرصنعت گوهرشناسی و گوهرتراشی فراهم ساخته و همچنان نیز در جهت کارآفرینی و تربیت نیروهای جوان در این رشته گام برمی دارد. 
آزمایشگاه تخصصی گوهرشناسی موزه جهان بین در زمینه شناسایی و تعیین هویت و اصالت سنگ های قیمتی، کانی ها و شهاب سنگ ها و صدور شناسنامه برای آن ها، فعال است. 